# Chiesa di San Martino dei Lombardi
La chiesa di San Martino dei Lombardi è una piccola chiesa ipogea situata nel rione Lombardi presso il Sasso Barisano di Matera.

## Descrizione
La chiesa, oggi murata, è dedicata a San Martino e costituisce il tipico esempio di chiesa profanata e diventata abitazione. L'impianto, infatti, ha subito diverse trasformazioni a causa delle varie destinazioni d'uso a cui è stata sottoposta.
Solo l'ingresso conserva ancora tracce significative del luogo di culto.